# Август Джесоп
Август Джесоп (англ. Augustus Jessopp Оґастус Джессоп; 20 грудня 1823 — †12 лютого 1914) — англійський священник, письменник, історик, літературознавець. Працював спочатку шкільним учителем, а потім священником в Норфолку. Регулярно писав статті для журналу  «Дев'ятнадцяте століття», на різну тематику; гумор, полеміка, історія, література. Опублікував наукові праці присвячені історії Норфолка й англійській літературі.

## Молодість
Народився в Чесханті, Хартфордшир, 20 грудня 1823 року, був сином Джона Sympsona Jessopp (бл. 1780–1851), адвоката, і Елізи Бріджер Goodrich,; здобув освіту в Санкт Джоні і у Кембриджі). В 1848 році одружився з Мері Енн Маргарет Костворт Отримав сан священника в Papworth у Кембриджширі, де проживав до 1854 р., доки не став директором гімназії Helston, де працював до 1859 року, потім він змінив д-р Вінсента в школі короля Едварда в Норвічу. Там почав роботу над дослідженням історії Норвіча. Потім став ректором Scarning в 1879 році. У цей період він став бакалавром і доктором богослов'я (1870).

## Журналістика
Друкувався в журналі “Дев'ятнадцяте століття” . З його публікацій вбачається що він був твердо переконаний, що речі не йшли добре в сільських парафіях, і він праведно обурювався тяжким станом робітника і службовця, через наростальну тенденцію позбавити їх всіх шансів піднятися на вищий рівень, бо зло посилювалося, на його думку, занепадом дрібних господарств. Він зрозумів також тяжкість сільського життя шліфовану його одноманітністю і неможливістю втекти, хоча, можливо, був занадто схильний припускати, що ці тяготи були настільки важкими і його сусідам-селянам, як і йому самому. Вся його публіцистична картина видавалася дуже похмурою, а не буденною. Він, звичайно, зробив усе, щоб скрасити життя села і   абсолютно вільний від клерикального фанатизму. Виглядає так що він сильно відчував зло і біль інших.

## Історія
Ще в 1855 році, Джесоп видав передрук Джона Донна. «Нариси Божественності» . У 1897 році він написав коротке життя Донна в серії видань «Подвижники релігії».. У 1879 році він опублікував свою «Історія єпархії Норвіча». В 1885 році, «Прихід ченців» та інших історичних есе, а в 1881 і 1890 році, «Аркадій на краще або на гірше» і «Випробування країни Парсон», котрі стали його найбільш популярними працями.
У 1896 році він з М. Р. Джеймсом спільно редагували видання книги Томаса з Монмута »Життя і чудеса святого Вільяма з Норвіча».

## Визнання
У 1895 році став почесним каноніком Норвіча, і був капелан-медиком короля Едуарда з 1902 по 1910. У 1907 році Джесоп отримав загальну пенсію 50 фунтів стерлінгів, на додаток до £ 100 пенсії раніше наданої йому на знак визнання його заслуг в археології та літературі. Відійшов від громадського життя в 1911 році і вирушив жити до каплиці Норвіча. Після виходу на пенсію він продав велику частину своєї цінної бібліотеки. Цей продаж привернув велику увагу, бо його бібліотека вмістила багато раритетних історичних рукописів. Джесоп помер 12 лютого 1914 року і був похований в Scarning 14 лютого.